# Parageron major
Parageron major är en tvåvingeart som först beskrevs av Macquart 1840.  Parageron major ingår i släktet Parageron och familjen svävflugor. Inga underarter finns listade i Catalogue of Life.